# Сефоконг
Сефоконг (англ. Sephokong) — одна з місцевих громад, що розташована в районі Лерібе, Лесото. Населення місцевої громади у 2006 році становило 19 199 осіб.